# Castel Seregnano
Castel Seregnano è una residenza fortificata che si trova nell'omonima frazione del comune di Civezzano in Provincia di Trento.
Il castello risale al XIV secolo quando fu edificato dalla famiglia Roccabruna. Nel XVI secolo fu acquistato dai Guarienti che, a partire dal 1561, lo ricostruirono completamente conferendogli l'aspetto attuale di residenza fortificata.
È stato concepito come il nucleo di un villaggio rurale di cui fanno parte altri edifici e la vicina chiesa di San Sabino del XIII secolo ma ristrutturata nel XIV secolo. Il castello è composto da un edificio di tre piani con tre slanciate torri angolari incastonato in un giardino interno.
Essendo una dimora privata non è normalmente visitabile.